# Cove (Arkansas)
Cove è un comune degli Stati Uniti d'America, situato in Arkansas, nella contea di Polk.

## Storia
Benché l'area fosse già abitata in tempi remoti il vero sviluppo dell'insediamento si ebbe dopo la guerra civile americana, in particolar modo con al costruzione della ferrovia che permise ai locali di aprire magazzini e spazi commerciali oltre ad attività produttive legate a legname e cotone.
Già prima del 1900 la cittadina disponeva di una scuola e di un ufficio postale.

## Società

### Evoluzione demografica
Abitanti censiti